# هاکان پکر
هاکان پکر (ترکی استانبولی: Hakan Peker؛ زادهٔ ۵ فوریهٔ ۱۹۶۱) موسیقی‌دان اهل ترکیه است. وی از سال ۱۹۸۱ میلادی تاکنون مشغول فعالیت بوده‌است.

## زندگی
هاکان پکر که فعالیت هنری خود را با رقصنده سیدال تانر و دنیز ارکانات آغاز کرد، در مسابقات رقص ترکیه در سال ۱۹۸۱ اول شد. او در برنامه‌های سرگرمی TRT و سازمان‌های مختلف کنسرت داخلی و بین‌المللی شرکت داشت. اولین آلبوم او در آوریل ۱۹۸۹ منتشر شد. اولین آلبوم او در آوریل ۱۹۸۹ منتشر شد. آهنگ تیتراژی همنام آلبوم با عنوان ر افسانه به موفقیت خوبی رسید. آلبوم Camdan Cama که در سال ۱۹۹۰ منتشر شد، موفقیت و شهرت بیشتری را برای این هنرمند به ارمغان آورد. (آهنگ Camdan Cama نیز در همان سال توسط سینان اوزن خوانده شد) این هنرمند که پس از موفقیت با آلبوم‌های خود، شرکت ضبط موسیقی Peker Music را تأسیس کرد، از یک سو آلبوم‌هایی مانند Hey Corç، Amma Velakin را منتشر کرد. کار خود را تقویت کرد، از سوی دیگر، او به آوردن نام‌های جدید به موسیقی محبوب ترکی زبان کمک کرد. اولین آلبوم‌های Burak Kut, Zafer Peker، Özlem Tekin, Ali Güven و Erhan Güleryüz توسط Peker Music منتشر می‌شود.

### آلبوم‌های منتشر شده
- بیر افسانه (آوریل ۱۹۸۹)
- جامدان جاما (مارس ۱۹۹۰)
- Düş ve Fantezi (سپتامبر ۱۹۹۰)
- هی کورچ (Seni Unutmalı) (۱۴ اوت ۱۹۹۱)
- Amma Velakin (نوامبر ۱۹۹۳)
- هاکان پکر (۸ ژوئن ۱۹۹۵)
- سالینا سالینا (ژوئیه ۱۹۹۷)
- İlla ki (16 فوریه ۲۰۰۰)
- Canım İstedi (28 اکتبر ۲۰۰۱)
- Aşk Bana Lazım (مه ۲۰۰۳)
- یاک بنی (۱ سپتامبر ۲۰۰۴)
- گجه گوزلوم (۲۱ ژوئیه ۲۰۰۶)
- Hakan Peker 2011 (7 ژوئیه ۲۰۱۱)
- Mütemadiyen (مه ۲۰۱۴)

## نماهنگ
| سال  | ترانه                                          | آلبوم                   |
| ---- | ---------------------------------------------- | ----------------------- |
| ۱۹۹۱ | "هی کورچ"                                      | هی کورچ (Seni Unutmalı) |
| ۱۹۹۱ | "Seni Unutmalı"                                | هی کورچ (Seni Unutmalı) |
| ۱۹۹۱ | "کالدی بنده"                                   | هی کورچ (Seni Unutmalı) |
| ۱۹۹۲ | "هپ سن وارسین"                                 | هی کورچ (Seni Unutmalı) |
| ۱۹۹۳ | "اما ولاکین"                                   | اما ولاکین              |
| ۱۹۹۳ | "وازگچن بن دگیلدیم"                            | اما ولاکین              |
| ۱۹۹۴ | "کویلو گوزلی"                                  | اما ولاکین              |
| ۱۹۹۴ | "سن یوک دسنده"                                 | اما ولاکین              |
| ۱۹۹۴ | "کرتیک"                                        | اما ولاکین              |
| ۱۹۹۴ | "یغما یوک"                                     | اما ولاکین              |
| ۱۹۹۵ | "Ateşini Yolla Bana"                           | هاکان پکر               |
| ۱۹۹۵ | "اوچوک کاچیک"                                  | هاکان پکر               |
| ۱۹۹۵ | "Aşkımız Göze mi Geldi?"                       | هاکان پکر               |
| ۱۹۹۶ | "Günahlar"                                     | هاکان پکر               |
| ۱۹۹۶ | "Yalan Değil"                                  | هاکان پکر               |
| ۱۹۹۷ | "سالینا سالینا"                                | سالینا سالینا           |
| ۱۹۹۷ | "آلدیرما سن بانا"                              | سالینا سالینا           |
| ۱۹۹۸ | "بیر افسانه"                                   | دوندن بوگنه هاکان پکر   |
| ۱۹۹۹ | "Kolay Mı Unutmak"                             | دوندن بوگنه هاکان پکر   |
| ۱۹۹۹ | "وازگچن بن دگیلدیم"                            | دوندن بوگنه هاکان پکر   |
| ۲۰۰۰ | "ایلا کی"                                      | ایلا کی                 |
| ۲۰۰۰ | "کرم"                                          | ایلا کی                 |
| ۲۰۰۰ | "Unutmadım Seni"                               | ایلا کی                 |
| ۲۰۰۰ | "بنی آلداتما"                                  | ایلا کی                 |
| ۲۰۰۱ | "Artık Sevmeyeceğim"                           | Canım İstedi            |
| ۲۰۰۲ | "Kıskanırım Seni Ben"                          | Canım İstedi            |
| ۲۰۰۲ | "ودا بوسی"                                     | Canım İstedi            |
| ۲۰۰۳ | "Aşk Bana Lazım"                               | Aşk Bana Lazım          |
| ۲۰۰۳ | "کلیملر یتمز"                                  | Aşk Bana Lazım          |
| ۲۰۰۳ | "Alev Alev"                                    | Aşk Bana Lazım          |
| ۲۰۰۴ | "تاش گیبی"                                     | یک بنی                  |
| ۲۰۰۴ | "یک بنی"                                       | یک بنی                  |
| ۲۰۰۴ | "فلسفه"                                        | یک بنی                  |
| ۲۰۰۵ | "اففتمدیم کندیمی"                              | یک بنی                  |
| ۲۰۰۶ | "Gece Gözlüm"                                  | Gece Gözlüm             |
| ۲۰۱۱ | "کاراملا"                                      | هاکان پکر ۲۰۱۱          |
| ۲۰۱۴ | "Mütemadiyen"                                  | Mütemadiyen             |
| ۲۰۱۶ | "Ateşini Yolla Bana" (feat. فیاض کوروش و تپکی) | افسانه شارکیلار         |
| ۲۰۱۶ | «بیر افسانه»                                   | افسانه شارکیلار         |
| ۲۰۱۶ | «کرم»                                          | افسانه شارکیلار         |
| ۲۰۱۷ | «بیر یووا کورامادیک»                           | بیر یووا کورامادیک      |